# 三津七湊
三津七湊（さんしんしちそう）とは、室町時代末に成立した日本最古の海洋法規集である『廻船式目』に、日本の十大港湾として記されている三津・七湊の港湾都市の総称。

## 三津

### 廻船式目
- 安濃津 - 伊勢国安濃郡（三重県津市）
- 博多津 - 筑前国那珂郡（福岡県福岡市）
- 堺津 - 摂津国住吉郡・和泉国大鳥郡（大阪府堺市）

### 武備志
中国明代の歴史書『武備志』では、次の3港が「日本三津」「三箇の津（さんがのつ）」として記されている。
- 安濃津 - 伊勢国安濃郡（三重県津市）
- 博多津 - 筑前国那珂郡（福岡県福岡市）
- 坊津 - 薩摩国川辺郡（鹿児島県南さつま市坊津町坊）

## 七湊
- 三国湊 - 越前国坂井郡（福井県坂井市）、九頭竜川河口
- 本吉湊（美川港） - 加賀国石川郡・能美郡（石川県白山市（旧：美川町））、手取川河口
- 輪島湊 - 能登国鳳至郡（石川県輪島市）、河原田川河口
- 岩瀬湊 - 越中国新川郡（富山県富山市）、神通川河口
- 今町湊（直江津） - 越後国頸城郡（新潟県上越市）、関川河口
- 土崎湊（秋田湊） - 出羽国秋田郡（秋田県秋田市）、雄物川河口
- 十三湊 - 陸奥国（津軽、青森県五所川原市）、岩木川河口

これらは日本海交易の拠点として栄え、近世には北前船の寄港地ともされた。